# (6156) Dall
(6156) Dall es un asteroide perteneciente al cinturón de asteroides, región del sistema solar que se encuentra entre las órbitas de Marte y Júpiter, más concretamente a la familia de Eos, descubierto el 12 de enero de 1991 por Brian G. W. Manning desde el Stakenbridge Observatory, Kidderminster, Reino Unido.

## Designación y nombre
Designado provisionalmente como 1991 AF1. Fue nombrado Dall en homenaje a Horace E. Dall, artesano conocido internacionalmente por su habilidad en la fabricación de instrumentos, óptica y diseño óptico. Inventor de la prueba "nula" de Dall para espejos telescópicos parabólicos y coinventor del telescopio tipo Cassegrain de Dall-Kirkham, era conocido por sus telescopios Maksútov, en particular un modelo plegable de apertura de seis pulgadas que solía llevar en sus viajes por el mundo, reformuló muchas lentes objetivo de telescopio para dar una resolución óptima, y también era conocido por hacer objetivos de microscopio de alta potencia. En 1925 se unió a la Asociación Astronómica Británica y recibió su Medalla Walter Goodacre en 1967.

## Características orbitales
Dall está situado a una distancia media del Sol de 2,994 ua, pudiendo alejarse hasta 3,200 ua y acercarse hasta 2,789 ua. Su excentricidad es 0,068 y la inclinación orbital 9,422 grados. Emplea 1893,06 días en completar una órbita alrededor del Sol.

## Características físicas
La magnitud absoluta de Dall es 12,4. Tiene 10,804 km de diámetro y su albedo se estima en 0,182. 